# دهه ۱۶۷۰ (پیش از میلاد)
دهه ۱۶۷۰ (پیش از میلاد) صد و شصت و هفتمین دهه قبل از مبدا شروع تقویم میلادی است.